# História do Gabão

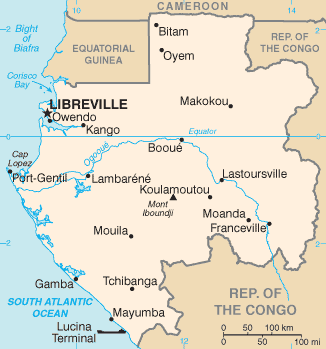
Mapa do Gabão.

A história do Gabão foi influenciada, durante os últimos 7 séculos, por grupos de bantus provenientes de várias regiões. Pouco se sabe sobre a vida destas tribos antes da chegada dos europeus, porém a arte tribal oriunda desta época indica que eram ricas culturalmente.[carece de fontes?]
Os navegadores portugueses descobriram o Gabão no final do século XV e, pelos três séculos seguintes, desenvolveram o comércio, recebendo madeira, marfim, ouro e escravos em troca de produtos manufaturados na Europa. Foi só em meados do século XIX que os europeus começaram a se estabelecer no Gabão.
Em 3 de setembro de 1843, a bandeira francesa é hasteada sobre o Fort d'Aumale. Ao final do século, o Gabão e o Congo são reunidos sob a denominação de Possessão do Congo francês e dependências (em francês, Possession du Congo français et dépendances). O primeiro comissário geral desta união foi o famoso Savorgnan De Brazza, que residiu em Libreville, fundada por Bouët – Willaumez em 1842.
Em 1904, o Gabão é separado do Congo e é administrado por uma série de governadores, até 1959. A partir desta data, um alto-comissário da França administra o país, até 1965.
Alguns governadores se destaracam:
- Emile Ventil
- Georges Massar. Em 1940, se recusou a se aliar ao General De Gaulle, chefe da França Livre, levando a uma guerra de três meses no Gabão. Terminou derrotado e humilhado, e se suicidou.
- Tenente Coronel Parant. Foi um heroi da resistência, e sofreu um acidente aéreo em 1941. Apesar de uma injusta má fama,  é reconhecido por sua equidade, bondade, calma e bravura, no papel que desempenhou durante a Segunda Guerra Mundial na África Equatorial.
- Yves Digo (1952 - 1958). A aplicação da Loi Cadre de Gestion Défense marca o início da fase de transição para a independência. Ele organizou as eleições para a assembleia territorial, e a coloca no lugar do conselho de governo.

Os resultados das eleições para a assembleia territorial foram:
- Union Démocratique et Sociale Gabonais (UDSG), de Jean Hilaire Aubame: 20 conselheiros;
- Bloc Démocratique Gabonais (BDG), de Léon MBA: 8 conselheiros;
- Independentes: 12 conselheiros.

Na escolha dos membros do conselho do governo, Léon MBA foi eleito vice-presidente.
Em 1958, o Gabão aprova a constituição proposta pelo General De Gaulle, e a comunidade gabonesa é criada. A República do Gabão nasce legislativa. Em 17 de agosto de 1960, a independência é proclamada por Jean Risterucci, alto comissário da França para o Gabão e, a partir de então, embaixador da França no Gabão.